# Captain America (film, 1979)
Captain America je americký televizní akční film z roku 1979, který natočil Rod Holcomb podle komiksových příběhů o Captainu Amerikovi. Tentýž rok vznikl také další televizní film – Captain America II: Death Too Soon.

## Příběh
Steve Rogers, bývalý příslušník námořní pěchoty, je při pokusu o vraždu těžce zraněn a biochemik Simon Mills mu aplikuje experimentální látku FLAG, která mu zachrání život. FLAG, jenž značně vylepší lidskou sílu a reflexy, vyvinul ve spolupráci s Rogersovým otcem, který sérum využil ve 40. letech v boji se zločinem jako hrdina v kostýmu zvaný Captain America. Protože byl zavražděn Jeff Hayden, vědec a otcův přítel, rozhodne se Steve ve spolupráci s Millsem pokračovat a jít v otcových šlépějích jako Captain America. Se speciální upravenou motorkou se vydá hledat Haydenova vraha.

## Obsazení
- Reb Brown jako Steve Rogers / Captain America
- Len Birman jako doktor Simon Mills
- Heather Menzies jako doktorka Wendy Day
- Robin Mattson jako Tina Hayden
- Joseph Ruskin jako Rudy Sandrini
- Lance LaGault jako Harley
- Frank Marth jako Charles Barber
- Steve Forrest jako Lou Brackett
- Chip Johnson jako Jerry